# Готовий вбивати
Готовий вбивати (англ. Fit to Kill) — американський пригодницький фільм 1993 року. Режисером та сценаристом фільму є Енді Сідаріс. Фільм про охоронне агентство, яке втягується в конфлікт за володіння рідкісним алмазом.

## Сюжет
Китайський бізнесмен Чанг володіє дорогим діамантом Алекса, що вкрадений з Росії під час Другої світової війни. Він має намір повернутися в Росію, але алмаз вкрадає Кейн разом зі своєю небезпечною і спокусливою партнеркою Блю Стіл під час урочистої вечері. Агентство, що відповідало за безпеку на заході, отримує завдання повернути діамант.

## В ролях
- Дона Спейр // Донна Гамільтон
- Роберта Васкес // Ніколь Джастін
- Брюс Пенхолл // Брюс Крістіан
- Джеффрі Мур // Кейн
- Тоні Пек // Лукас
- Синтія Брімхолл // Еді Старк
- Джулі Стрейн // Блю Стіл